# Sparganothoides arcuatana
Sparganothoides arcuatana es una especie de lepidóptero del género Sparganothoides, tribu Sparganothini, familia Tortricidae. Fue descrita científicamente por Kruse & Powell en 2009.
La longitud de las alas anteriores es de 10,3 a 12,1 milímetros para los machos y de 11,1 a 12,5 milímetros para las hembras. Se distribuye por México, en el estado de Veracruz, en Ciudad Mendoza.